# Вйонцька
Вйонцька (пол. Wiącka) — село в Польщі, у гміні Бодзентин Келецького повіту Свентокшиського воєводства.
Населення — 553 особи (2011).
У 1975-1998 роках село належало до Келецького воєводства.

## Демографія
Демографічна структура на день 31 березня 2011 року:
|          | Загалом | Допрацездатний вік | Працездатний вік | Постпрацездатний вік |
| -------- | ------- | ------------------ | ---------------- | -------------------- |
| Чоловіки | 270     | 49                 | 198              | 23                   |
| Жінки    | 283     | 52                 | 169              | 62                   |
| Разом    | 553     | 101                | 367              | 85                   |